# Sami Vänskä
Sami Vänskä (* 26. září 1976) je bývalý baskytarista finské metalové skupiny Nightwish. V kapele působil od roku 1998 do roku 2002. Jeho hudební kariéra začala s finskou skupinou Nattvindens Gråt, se kterou vytvořil dvě alba. S Nightwish se, mimo jiné, účastnil i vystoupení ve finále soutěže Eurovize roku 2000, kdy skupina odehrála skladbu Sleepwalker. Po opuštění Nightwish začal hrál s bluesovou skupinou Root Remedy, i tuto skupinu ale nakonec roku 2008 opustil. Po opuštění této kapely již znovu žádný projekt nezačal.